# ファヤンスの規則
ファヤンスの規則(—きそく、Fajans' rules)とは陽イオンと陰イオンの間に生じる化学結合の共有結合性の大きさについての経験則である。
1923年にカジミェシュ・ファヤンス(カジミア・ファヤンス)によって提案された。
ファヤンスの規則は以下の場合に共有結合が強くなるとしている。
1. 陽イオンの大きさが小さい場合
2. 陰イオンの大きさが大きい場合
3. イオンの電荷が大きい場合

## 説明
これは共有結合の生成を陰イオンの電子雲を陽イオンの電荷が引き寄せて共有するという描像から説明できる。
陽イオンの大きさが小さくなるほど、その表面の電場が大きいため電子雲を引き寄せやすくなる。
また陰イオンの大きさが大きいほど、その表面の電子雲は原子核の正電荷の束縛が弱いため、陽イオンに引き寄せられやすくなる。
またそれぞれイオンの電荷が大きいほど、これらの傾向はさらに大きくなる。
電子雲を引き寄せる傾向は電気陰性度であるので、次のように考えることもできる。
陽イオンが小さくなるほどその電気陰性度は大きくなり、陰イオンが大きくなるほどその電気陰性度は小さくなるので、電気陰性度の差が小さくなり共有結合性が大きくなる。
（ここでの電気陰性度は通常用いられる中性原子の電気陰性度ではなくイオンの電気陰性度である。これはポーリングの定義では決定できないのでその他の定義から決定する。）
また軌道の相互作用により共有結合が生成するという観点からは以下のように説明できる。
陽イオンの大きさが小さく、陽イオンの電荷が大きい場合には、電子の原子核への束縛が大きいため、最低空軌道(LUMO)のエネルギー準位は低くなる。
一方、陰イオンの大きさが大きく、陰イオンの電荷が大きい場合には、電子の原子核への束縛が小さいため、その最高被占軌道(HOMO)のエネルギー準位は高くなる。
陽イオンのLUMOと陰イオンのHOMOの間の相互作用で生成する結合性軌道のエネルギー準位はHOMO-LUMO間のエネルギー差が小さいほど低くなる。
よって上記の条件の場合に強い共有結合が生成することになる。

## 他の規則との関係、注意点
ファヤンスの規則はHSAB則とも関係があるように見える。
HSAB則もイオン間の結合のイオン性と共有結合性について述べているが、イオンの電荷が大きく半径が小さいほど硬い酸・塩基でありイオン性の結合を作りやすいとしている。
これは陽イオン(ルイス酸)についてはファヤンスの規則と矛盾している。
同じ周期で同じ価数のdブロック金属イオンでは原子番号が大きくなるにつれてイオン半径は小さくなり、軟らかい塩基と錯体を形成しやすくなる（=軟らかい酸になる）のでファヤンスの規則の方に適合する。
このようにHSAB則におけるイオンの電荷や大きさ、共有結合性についての言及については注意が必要である。